# Orden Karls XIII.

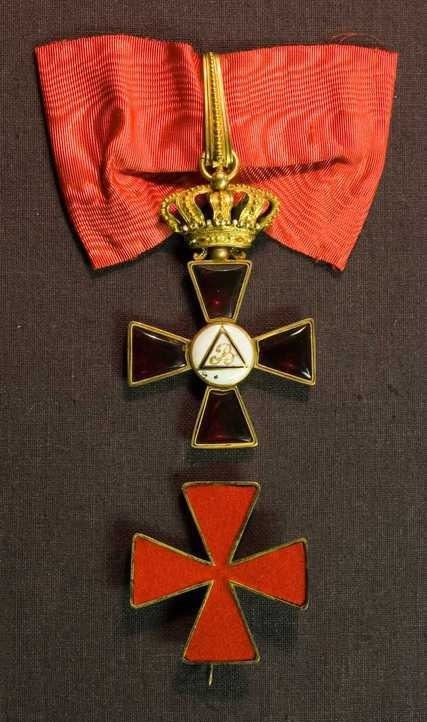
Orden Karls XIII.

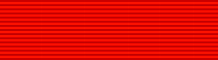
Ordensband

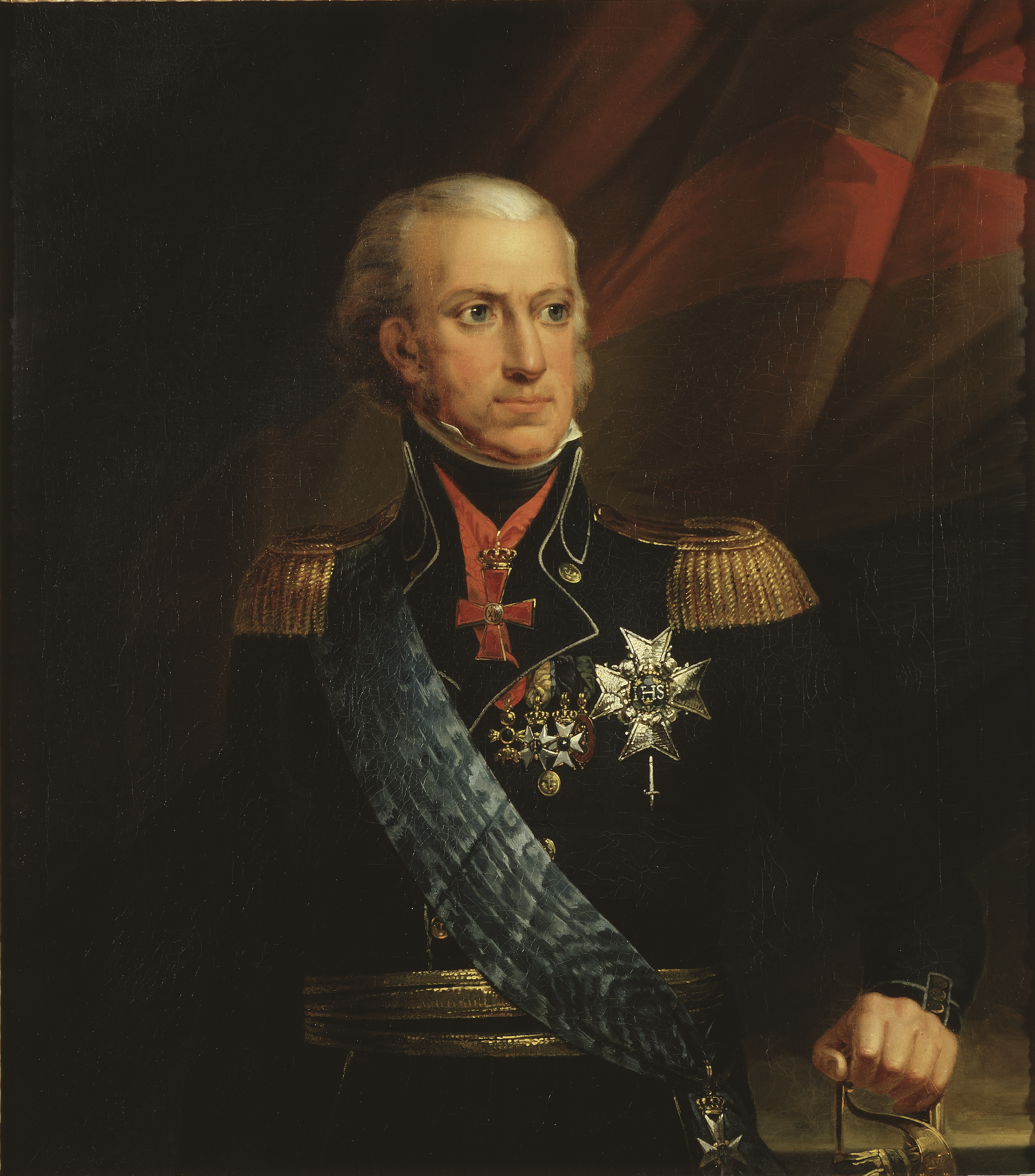
Karl XIII.

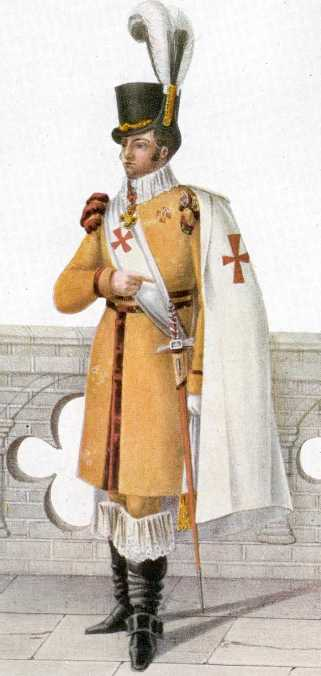
Ordenstracht

Der Orden Karls XIII. ist ein schwedischer Ritterorden, der am 27. Mai 1811 durch König Karl XIII. von Schweden (als Karl II. von 1814 bis 1818 auch König von Norwegen) gestiftet wurde. Ordenstag ist der 28. Januar („Karlstag“).

## Stiftungszweck und Aufbau
In den Orden kann nur ein Freimaurer des Schwedischen Ritus im XI. und höchsten Grad  mit protestantischem Bekenntnis aufgenommen werden. Zweck des Ordens soll sein, Logenmitglieder zur Wohltätigkeit zu ermuntern und Bürgertugend zu belohnen.
Die Zahl der Mitglieder ist auf 33 lebende Männer beschränkt, höchstens drei davon dürfen dem Klerus angehören und höchstens zehn dürfen Ausländer sein; Angehörige „königlichen Geblüts“ werden dabei nicht mitgezählt. Das Mindestalter ist auf 36 Jahre festgelegt, königliche Prinzen von Schweden gehören dem Orden mit ihrer Geburt an.
Der Orden besteht aus nur einer Ritter-Klasse, die Ritter werden jedoch ledamöter („Mitglieder“) genannt. Der König selbst ist der mit Herre och Mästare („Herr und Meister“) titulierte Großmeister des Ordens, er erteilt den Ritterschlag.
Als ein königlicher Verdienstorden, der nicht zum „System“ der staatlichen schwedischen Orden gehört, entging er der – 2023 rückgängig gemachten – Abschaffung der schwedischen Orden im Jahr 1975 und wurde weiterhin auch an schwedische Staatsbürger verliehen.

## Ordensdekoration
Ordenszeichen ist in rot-emailliertes gold gefasstes Kreuz, das von einer goldenen Königskrone überragt wird. Das weiß emaillierte Medaillon in der Kreuzmitte ist mit goldener Einfassung. Mittig im Medaillon stehen die verschlungenen Stifterinitialen C zweimal und XIII. Das C steht für die Schreibweise Carl. Auf der Rückseite im weißen Dreieck befindet sich ein G als freimaurerisches Bedeutungszeichen.
Der Orden wird an einem einfarbigen roten Ordensband als Halsorden getragen. Zum Orden gehört seit 1822 ein Kreuz aus rotem Tuch oder aus roter Emaille; dieses Zubehör wird auf der Brust getragen. Es existiert eine besondere Ordenstracht (s. Abbildung).
Das Ordenszeichen kann als königlicher Verdienstorden im Gegensatz zu freimaurerischen Ehrenzeichen auch außerhalb der Loge getragen werden.

## Mitglieder (Auswahl)

### Aktuelle Mitglieder
aus dem schwedischen Königshaus:
- Carl XVI. Gustaf, König von Schweden
- Carl Philip von Schweden, einziger Sohn von Carl XVI. Gustaf
- Nicolas von Schweden, Sohn von Prinzessin Madeleine
- Oscar von Schweden, Sohn von Kronprinzessin Victoria
- Alexander von Schweden, älterer Sohn von Prinz Carl Philip
- Gabriel von Schweden, jüngerer Sohn von Prinz Carl Philip

aus Schweden:
- Göran Andersson, Physiker und Elektrotechniker

Ausländer:
- Prinz Edward, Duke of Kent

### Ehemalige Mitglieder
aus dem schwedischen Königshaus:
- König Karl XIII.
- König Karl XIV. Johann
- König Oskar I., einziger Sohn von Karl XIV. Johann
- König Karl XV., ältester Sohn von Oskar I.
- Prinz Gustav von Schweden, zweiter Sohn von Oskar I.
- König Oskar II., dritter Sohn von Oskar I.
- Prinz August von Schweden, vierter und jüngster Sohn von Oskar I.
- Erbprinz Karl Oskar, einziger Sohn von Karl XV.
- König Gustav V., ältester Sohn von Oskar II.
- Prinz Oskar Bernadotte, zweiter Sohn von Oskar II. (Austritt aus dem Königshaus)
- Prinz Carl von Schweden, dritter Sohn von Oskar II.
- Prinz Eugen von Schweden, vierter und jüngster Sohn von Oskar II.
- König Gustav VI. Adolf, ältester Sohn von Gustav V.
- Prinz Wilhelm von Schweden, zweiter Sohn von Gustav V.
- Prinz Erik Gustaf von Schweden, dritter und jüngster Sohn von Gustav V.
- Prinz Carl Bernadotte, einziger Sohn von Prinz Carl (Austritt aus dem Königshaus)
- Erbprinz Gustav Adolf von Schweden, ältester Sohn von Gustav VI. Adolf
- Sigvard Bernadotte, zweiter Sohn von Gustav VI. Adolf (Austritt aus dem Königshaus)
- Prinz Bertil von Schweden, dritter Sohn von Gustav VI. Adolf
- Carl Johan Bernadotte, vierter und jüngster Sohn von Gustav VI. Adolf (Austritt aus dem Königshaus)
- Lennart Bernadotte, einziger Sohn von Prinz Wilhelm (Austritt aus dem Königshaus)

aus Schweden und Norwegen:
- Gustaf Adolf Reuterholm, schwedischer Staatsmann
- Magnus Fredrik Brahe, Graf und Sprecher des schwedischen Adelsstandes
- Eric Ruuth, schwedischer Graf, Politiker und Marschall
- Peder Anker, norwegischer Staatsmann
- Gudmund Jöran Adlerbeth, schwedischer Staatsmann, Gelehrter und Dichter
- Christian Ehrenfried von Weigel (Sohn)
- Thure Leonard Klinckowström, schwedischer Oberhofmarschall und Präsident des Wismarer Tribunals
- Carl Axel Löwenhielm, schwedischer Graf, Militär, Diplomat und Minister
- Magnus Huss, schwedischer Arzt
- Henrik Reuterdahl, schwedischer Erzbischof
- Oscar Dickson, schwedischer Mäzen
- Cato Maximilian Guldberg, norwegischer Mathematiker und Chemiker
- Nils Christofer Dunér, schwedischer Astronom
- Bernhard Paus, norwegischer Chirurg und Freimaurer-Großmeister

Ausländer:
- Wilhelm I., Deutscher Kaiser und König von Preußen
- Friedrich III., Deutscher Kaiser und König von Preußen
- Eduard VII., König von Großbritannien und Irland
- Friedrich VII., König von Dänemark
- Arthur, 1. Duke of Connaught and Strathearn, britischer Feldmarschall und Generalgouverneur von Kanada
- Wilhelm Friedrich Karl von Oranien-Nassau, Prinz der Niederlande
- Karl Friedrich von Selasinsky, deutscher General, Ordensmeister des deutschen Freimaurerordens
- Caesar Carl Ludwig von Dachroeden, mecklenburg-strelitzischer Hofmarschall, Ordensmeister des deutschen Freimaurerordens
- Gustav Adolf von Ziegler, deutscher General, Ordensmeister des deutschen Freimaurerordens
- Alexis Bravmann Schmidt, deutscher Journalist und Philosoph, Ordensmeister des deutschen Freimaurerordens
- Friedrich Leopold von Preußen, Ordensmeister des deutschen Freimaurerordens
- Wilhelm Augustin Balthasar-Wolfradt, Geheimer Kriegsrat, Ordensmeister des deutschen Freimaurerordens